# Eupithecia drupisaria
Eupithecia drupisaria là một loài bướm đêm trong họ Geometridae.